# Maybe Someday
«Maybe Someday» es la segunda canción que se extrajo como sencillo promocional del undécimo disco de la banda británica The Cure, Bloodflowers aunque de manera no oficial. La canción no fue editada comercialmente, se facilitaron copias promocionales para que fueran emitidas por emisoras de radio.
Pese a no ser un sencillo oficial de The Cure, la canción logró alcanzar la décima posición en la lista Billboard Modern Rock Track en febrero de 2000.

## Lista de canciones
| CD promocional Reino Unido y Polonia |                                         |          |  |
| N.º                                  | Título                                  | Duración |  |
| 1.                                   | «Maybe Someday» (Radio Edit)            | 4:00     |  |
| 2.                                   | «Maybe Someday» (Hybrid Mix Radio Edit) | 3:00     |  |
| 3.                                   | «Maybe Someday» (Dance Mix)             | 4:57     |  |
| 4.                                   | «Maybe Someday» (Acoustic Mix)          | 4:59     |  |

| CD promocional Estados Unidos |                                 |          |  |
| N.º                           | Título                          | Duración |  |
| 1.                            | «Maybe Someday» (Edit)          | 3:59     |  |
| 2.                            | «Maybe Someday» (Full Version)  | 5:02     |  |
| 3.                            | «Maybe Someday» (Call Out Hook) | 0:29     |  |
| 4.                            | «Audio Bio»                     | 0:54     |  |

| CD promocional Canadá |                                 |          |  |
| N.º                   | Título                          | Duración |  |
| 1.                    | «Maybe Someday» (Edit)          | 3:56     |  |
| 2.                    | «Maybe Someday» (Album Version) | 5:00     |  |

| CD promocional España y Francia |                        |          |  |
| N.º                             | Título                 | Duración |  |
| 1.                              | «Maybe Someday» (Edit) | 3:58     |  |

## Músicos
- Robert Smith - guitarra, voz, bajo de seis cuerdas, teclado
- Simon Gallup - bajo
- Perry Bamonte - guitarra, bajo de seis cuerdas
- Roger O'Donnell - teclado
- Jason Cooper - batería, percusión